# Jean-Antoine Vallière
Pour les articles homonymes, voir Vallière (homonymie).
Jean-Antoine Vallière, né le 17 août 1719 à Grans où il est mort le 4 décembre 1786, est un consul général de France nommé en 12 avril 1762 à Alger, mais occupera son poste 23 mai 1763. Il se retire sur ses terres pour raison de santé le 27 avril 1764.

## Biographie
En 1740, il commence sa carrière en tant qu'écrivain ordinaire des galères au département de Marseille. Le 26 décembre 1745, il obtient son premier poste de diplomate comme chancelier du vice-consulat de France à Candie. Le 17 novembre 1752 il est nommé vice-consul d'Alexandrie puis consul de France à la régence d'Alger. À la suite d'un incident entre un navire français et un navire algérien, il est enchainé avec le pro-vicaire Lapie de Savigny et d'autres français le 15 septembre 1753 pendant 45 jours.
Louis XV envoie une délégation représentée par le lieutenant général des armées navales Louis de Fabry, pour offrir des présents, négocier et obtenir sa libération.
Le 12 août 1767, le tartane Saint-Sauveur commandé par le capitaine Pierre Charabot, de Cannes, est pris par un corsaire algérien et conduit à Alger. Jean-Antoine Vallière réussira après négociations avec le Dey, à le faire libérer avec sa cargaison.

## Famille
- Paulin Vallière chancelier au consulat de Tunis est le frère ainé de Jean-Antoine Vallière.